# 带洞革命烈士纪念碑
带洞革命烈士纪念碑，位于中国广东省肇庆市广宁县宾亨镇带洞村委，主要是纪念为国共内战时期阵亡的共产党人。2004年11月，列入广宁县文物保护单位。